# Desiree Scott

 ,
Desiree Rose Marie Scott (née le 31 juillet 1987 à Winnipeg au Manitoba) est une joueuse de football (de soccer) canadienne évoluant au poste de milieu de terrain défensif. Elle joue pour le CF Rapide d'Ottawa et elle était membre de l'Équipe du Canada de soccer féminin jusqu’en 2025.

## Biographie

### Carrière en club
Scott a huit ans quand elle commence à jouer au soccer pour les Maple Cougars, un club amateur de Winnipeg. Adolescente à l´école secondaire,
elle excelle dans plusieurs sports : hockey sur glace, soccer, volley-ball et basket-ball. Aux Jeux du Canada de 2005, elle fait partie de l'effectif qui représente sa province, le Manitoba.

#### SIC
De 2005 à 2009, Scott joue pour les Bisons de l'Université du Manitoba évoluant dans le Championnat universitaire canadien (le SIC, Sport interuniversitaire canadien). Elle contribue au succès des Bisons qui remportent à deux reprises le championnat de la conférence du Canada-Ouest. Scott est élue recrue de l'année en 2005 dans le Championnat universitaire canadien. Au cours de sa carrière universitaire, elle est nommée à trois reprises sur l'équipe étoilée canadienne du SIC. De plus, elle fait partie de l'équipe nationale universitaire du Canada qui participe aux Universiades de 2007 en Thaïlande.

#### W-League
Après son université, en 2010, Scott enfile le maillot des Whitecaps de Vancouver. Au cours de la saison 2010, elle aide les Whitecaps à remporter le titre de la Conférence Ouest et à participer au Final Four de la W-League. En 2011, les Whitecaps se rendent de nouveau au Final Four, mais sont vaincues par les Sounders Women de Seattle.

#### NWSL
Le 11 janvier 2013, elle est mise à disposition du FC Kansas City, jouant dans la nouvelle National Women's Soccer League. Elle débute donc en 2013, sa première saison NWSL avec le FC Kansas City, puis en 2014, elle est échangée au Notts County Ladies Football Club où elle joue 3 saisons avec une finale NWSL. En 2016, Scott retourne au Notts County Football Club où elle y évolue jusqu'en 2020. Date à laquelle le club ferme ses portes. En 2020, elle joue quelques matchs pour le Royals de l'Utah et est  trannsférée au Current de Kansas City . Lors de la fin densaison 2024, ele aide son club à remporter la Coupe NWSL et annonce sa retraite.

#### Super Ligue du Nord
En  2025, apreès avoir annoncée sa retraite dans la NWSL, Scott signe pour le Club de football Rapide d'Ottawa évoluant dans la Super Ligue du Nord. À 38 ans, elle est la joueuse la plus âgée de l´équipe est nommée capitaine de l´équipe par ses pairs. Lors du match inaugural des Rapids, le 27 avril 2025, Scott marque un but et son équipe remporte le match contre AFC Toronto.

### Carrière en sélection nationale
Dès l'âge de 15 ans, en 2003, Scott évolue pour l'équipe nationale du Canada des moins de 17 ans. Elle évolue également dans l'équipe des moins de 20 ans avec laquelle elle représente le Canada à la Coupe du monde féminine U-20 de 2006 tenue en Russie.
En février 2010, Scott fait ses débuts avec l'équipe nationale senior du Canada. Elle participe avec l'équipe du Canada à la Coupe du monde de football féminin de 2011. Elle participe à deux des trois matchs du Canada à titre de remplaçante. Scott est également de l'effectif canadien lors du Tournoi de Chypre, des qualifications pré-olympiques de la CONCACAF et lors des Jeux olympiques de 2012. Dans le match pour la médaille de bronzw, Desiree Scott appote une contribution défensive majeure en dégageant le ballon sur la ligne des buts canadiens.Son retour au Canada après l´obtention de la médaille de bronze, Scottest salué par les supporteurs comme l'héroïne du tournoi. Scott est également sélectionnée pour la Coupe du monde de 2015 et participe aux cinq matchs du Canada, dont quatre comme titulaire.
Le 11 février 2016, Scott devient la 15ieme joueuse à atteindre les 100 sélections en équipe nationale canadienne. En mai 2019,  scott est confirmée pour la sélection canadienne qui participera à la Coupe du monde féminine de football 2019. De nouveau, Scott est sélectionnée par l'équipe nationale, cette fois pour le Tournoi féminin de football aux Jeux olympiques d'été de 2020. Puis Scott est rappelèe par l'équipe canadienne pour le Championnat féminin de la CONCACAF 2022 où les canadiennes se classent deuxième derrière les américaines.Ce qui qualifie le Canada pour les Jeux olympiques d'été de 2024. Prenant de l'age et se sentant vieillie, Scott est cette fois sélectionnée comme joueuse remplaçante.
Lors des Jeux Olympiques de Paris, en 2024,un scandale d'espionnage par drone a secuée l'equipe nationle, par son calme et son expérience de vie, Desiree scott a su ramener un peu de sérinité dans le vestiaire canadien. Par la suite les canadiennes se sont ressaisies pour franchir la phase de groupe et se renre en quart de finales où elles ont été éliminé es par les allemandes.
Le 31 mai 2025, après 187 sélections avec l’équipe nationale du Canada, Scott annonce sa retraite internationale lors d’un match amical victorieux contre Haïti. Elle pursuit toutefois sa carrière en club et se consacre à un organisme communautaire visant à aider les filles dans les sports.

### Implication citoyenne et bénévolat
Le sort des personnes itinérantes sans-domicile preéoccupe Scott et elle devient ambassatrice pour la Coupe du monde des sans-abris,.nScott est également marraine de l'organisme communautaire "Kids sports Winipeg" , une organisation qui vise à franchir les obtacles finamcier à la pratique des sports chez les jeunes au Manitoba. Chaque année, Scott participe comme entreneur à un camp d´été pour les jeunes du Kids sports Winipeg,.

## Palmarès

### En équipe nationale
Desiree Scott est une médaillée de ‘or olympique  de  Tokyo 2020 et et une double médaillée de bronze olympique de de Londres 2012 et de Rio 2016.
- Médaille d'argent lors du Championnat féminin de la CONCACAF 2022
- Médaille d'argent lors du championnat fémini  de la CONCACAF 2018
- Médaille d'argent lors du Championnat féminin de la CONCACAF 2012
- Médaille d'orlors du Championnat féminin de la CONCACAF 2010

### En club

#### Whitecaps de Vancouver
- Finaliste au Final Four : 2010, 2011
- Championnat de conférence : 2010
- Championnat de division : 2010

#### Notts County Ladies Football Club
- Finaliste NWSL 2015

#### Current de Kansas City
- Coupe NWSL 2024

## Honneurs individuels
- ordre du Manitoba[33]
- admisse au Temple de la renommé Canada-ouest du U Sports[34]